# Venesat 1
Venesat 1 (або Симон Болівар) — перший венесуельський супутник, запущений 30 жовтня 2008 (29 жовтня 2008 UTC) за допомогою ракети-носія Long March 3B з космодрому Січан. Він призначений для надання послуг телевізійного мовлення, радіомовлення, зв'язку, дистанційного навчання тощо, на території Центральної та Південної Америки. Супутник був виготовлений Китайською дослідницькою корпорацією космічної техніки (CAST) на базі платформи DFH-4. Корисне навантаження супутника складається з 12 транспондерів Ku-діапазону, 14 транспондерів C-діапазону і 2х транспондерів Ka-діапазону. Розрахункова точка стояння — 78 ° з. д. Вартість супутника становила 241 млн. $.